# Orthodicranum montanum
Orthodicranum montanum är en bladmossart som först beskrevs av Johann Hedwig, och fick sitt nu gällande namn av Loesk. Orthodicranum montanum ingår i släktet Orthodicranum och familjen Dicranaceae. Inga underarter finns listade i Catalogue of Life.